# Susan O'Connor
Susan O'Connor (n. 3 mai 1977, Calgary, Alberta, Canada) este o jucătoare de curl ce a reprezentat Canada, medaliată olimpică. A participat la o ediție a Jocurilor Olimpice (2010) în care a câștigat o medalie de argint.

## Participări
Lista de mai jos prezintă principalele competiții la care a participat Susan O'Connor de-a lungul carierei.
- curling at the 2010 Winter Olympics – women's tournament[*]